# Alexis van Kiev

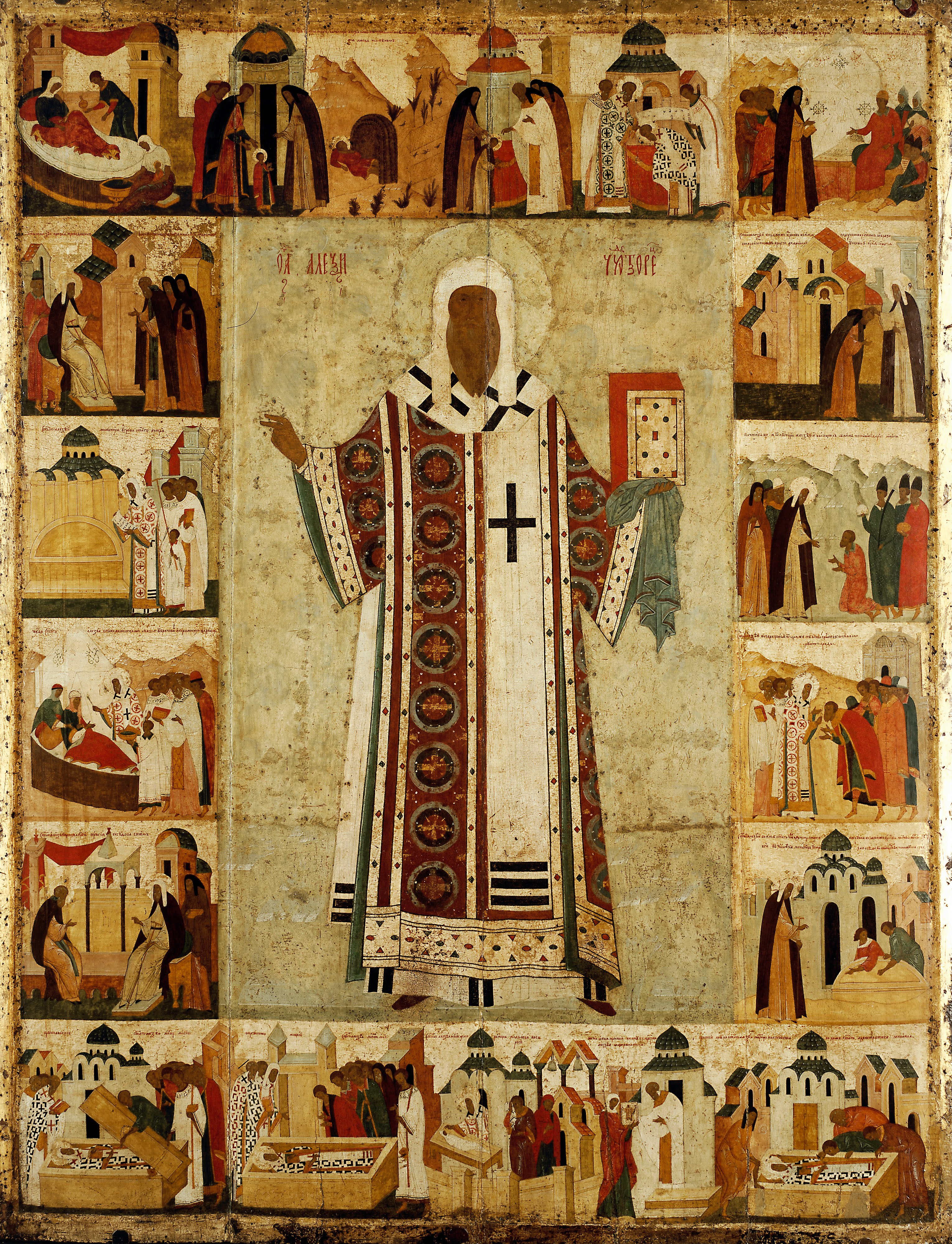
Alexis, Metropoliet van Moskou en heel Rusland

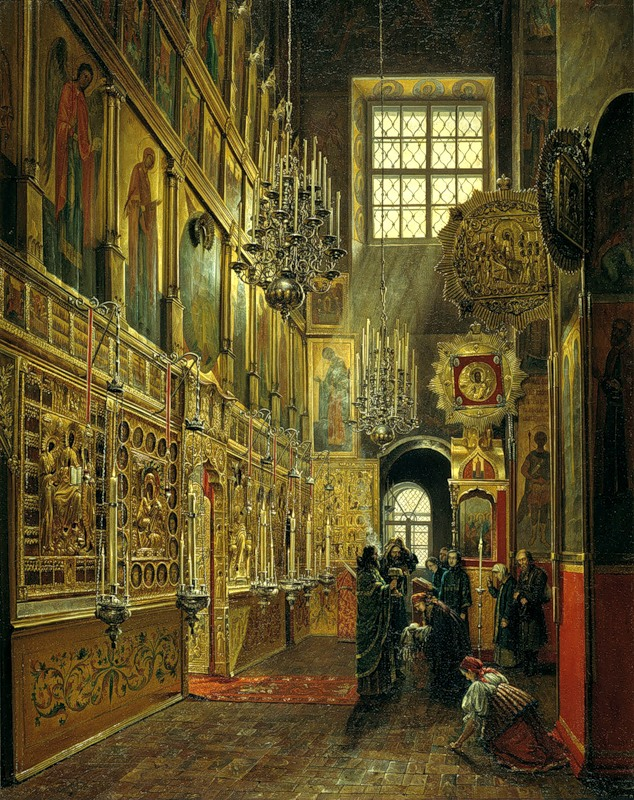
Interieur van de Kerk van de Metropoliet Alexis van Moskou in het Tsjudovklooster (afgebroken 1928), Schilderij van Stepan Shukhvistov (1867)

Alexis (ook Alexius of Aleksij) (Russisch: Алексий) van Kiev (ook: van Moskou of de Wonderdoener) was de metropoliet van Kiev en sinds 1354 van Moskou en heel Rusland. Hij werd geboren tussen 1292-1305 en stierf op 12 februari 1378.

## Leven
De als heilige vereerde Alexis werd onder de naam Eleftherios geboren, als zoon van de Russische vorst Fjodor Biakont, een bojaar uit Tsjernihiv die zich vestigde in Moskou.
Als 12-jarige jongen ging Eleftherios de velden in en plaatste netten om vogels te strikken. Nadat hij daarmee klaar was, nam hij rust en dommelde in. Plotseling hoorde hij een stem zeggen "Alexis, waarom verspil je je tijd, je zou een vanger van mensen kunnen zijn". Alexis zou van grote betekenis worden voor de verbreiding van het christendom. Hij stichtte kerken en kloosters en inspireerde velen met zijn preken en geschriften.
In 1313 legde Alexis de kloostergeloften af in het Epifanieklooster in Moskou. Hier ontving hij de kloosternaam Alexis. In 1340 werd Alexis tot de afgevaardigde van de metropoliet van Vladimir benoemd en twaalf jaar later tot bisschop van Vladimir gewijd.
In 1357 werd Alexis bij Dzjani Beg, khan van de Gouden Horde, ontboden om diens vrouw te genezen van blindheid. Aan Alexis werd ook toegeschreven dat hij een aanval van de Tartaren op Moskou wist te voorkomen. Alexis stichtte meerdere kloosters, waaronder het in 1929 gesloopte Tsjoedovklooster en het nog bestaande Andronikovklooster.
Alexis overleed op 12 februari 1378 en werd in overeenstemming met zijn laatste wens bijgezet in de Alexiskerk van het Tsjoedovklooster (Russisch: Чудов монастырь) in Moskou. Zijn overblijfselen werden 50 jaar later op wonderbaarlijke wijze herontdekt. In 1448 werd Alexis door de Russisch-orthodoxe kerk heilig verklaard. Alexis wordt vereerd als de beschermheilige van Moskou.
Het Tsjoedovklooster werd in 1918 gesloten en in 1929 volledig gesloopt. Op de funderingen van het klooster bouwde men een Militaire School in neoclassicistische stijl. Vervolgens kwamen de relikwieën van Alexis terecht in de naburige Kerk van de Ontslapenis van de Heilige Moeder Gods in het Kremlin, waar zich de graven bevinden van alle metropolieten en patriarchen van Moskou tot 1721.

## Feestdagen
12 februari, 20 mei en 5 oktober.